# Pucybut

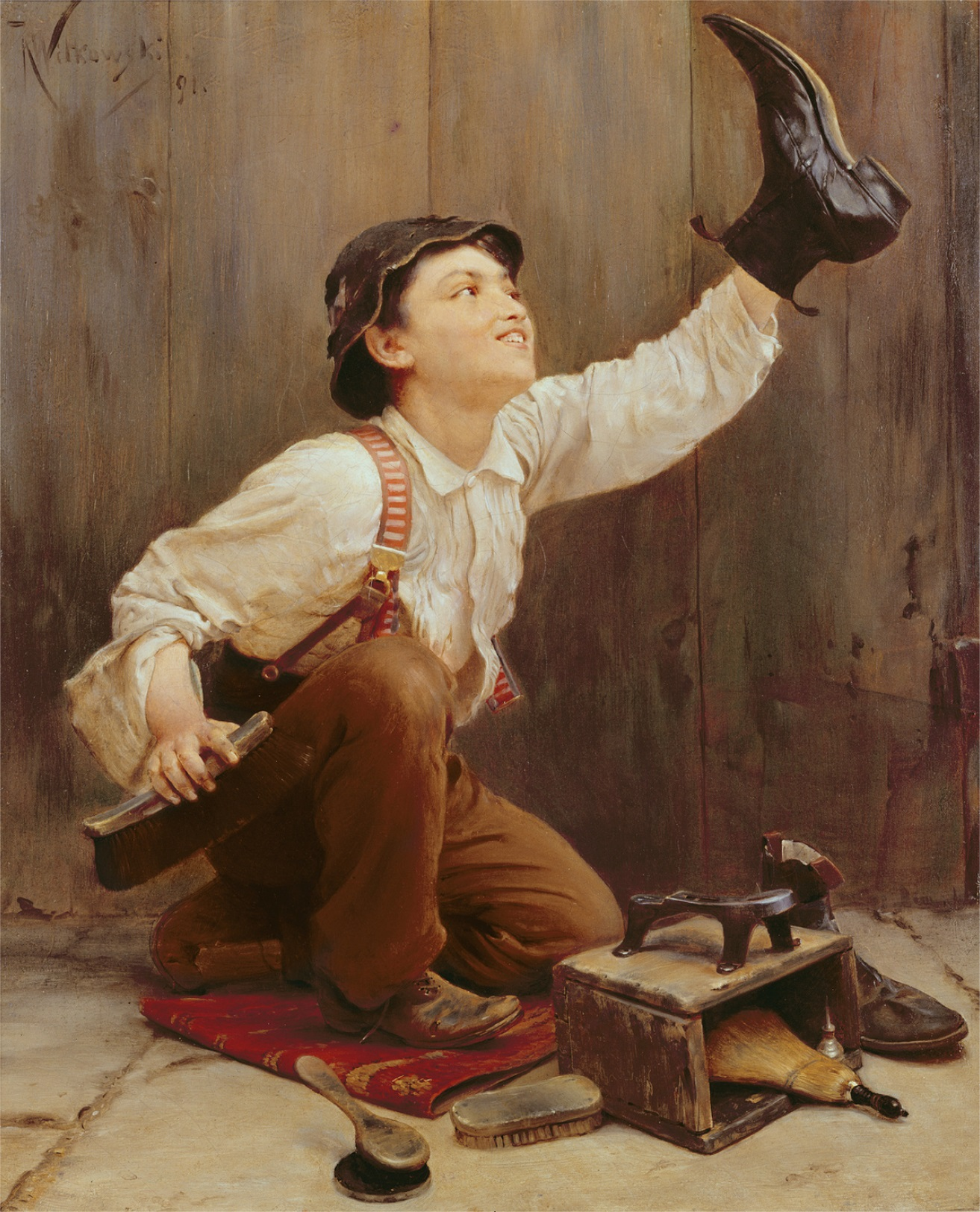
Karol Dominik Witkowski, Czyścibut

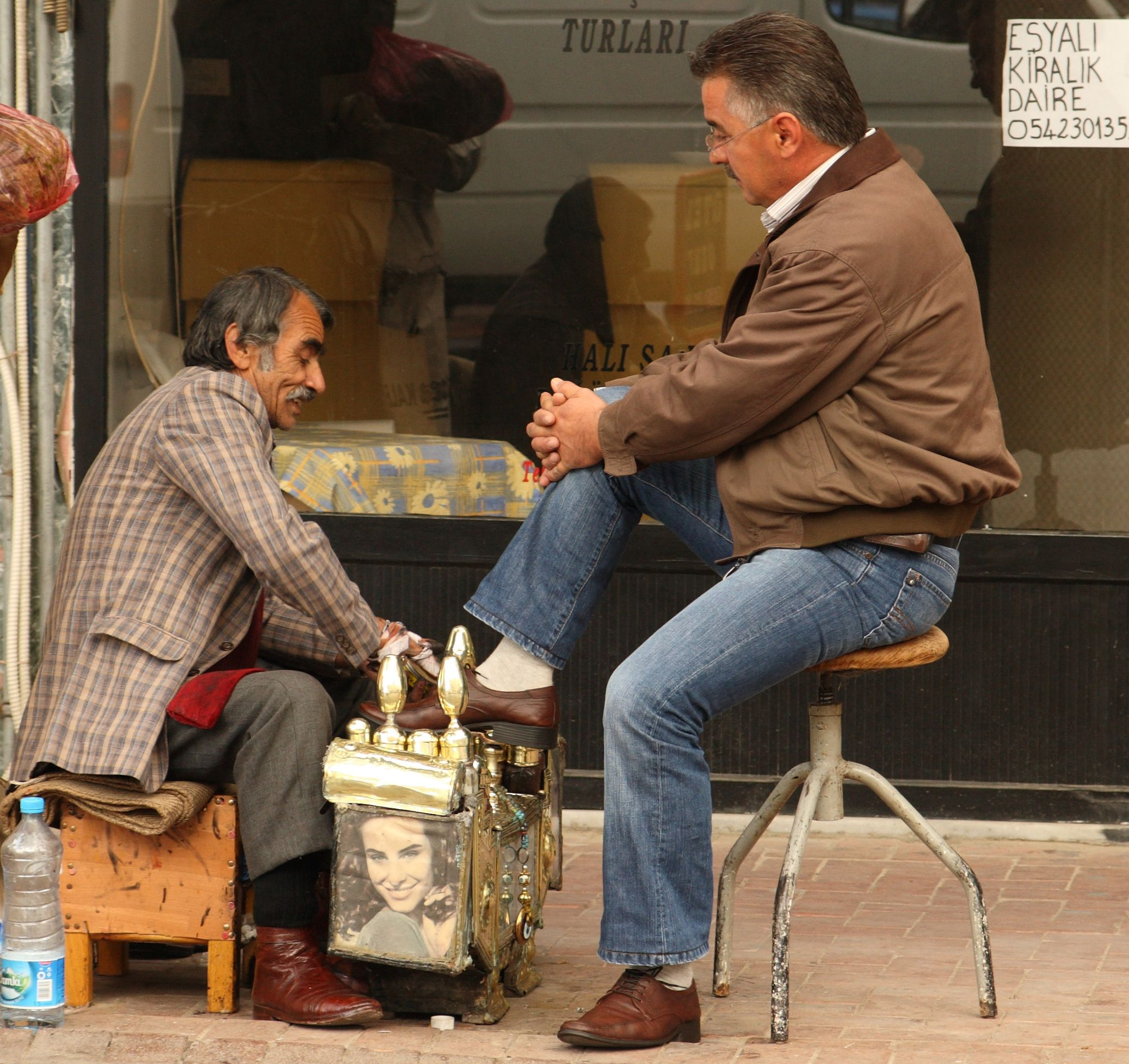
Turecki pucybut w trakcie pracy

Pucybut (także czyścibut, czyściciel butów) – zawód polegający na czyszczeniu i polerowaniu obuwia przypadkowych klientów, wykonywany zwykle wprost na ulicy miasta, za wynagrodzeniem. Obecnie w Polsce zawód pucybuta jest rzadko spotykany.

## Specyfika zawodu
Zwykle obsługiwany przez pucybuta klient kładzie nogi na podnóżek, jego spodnie są delikatnie podwijane (by nie ubrudzić nogawek), po czym pucybut zaczyna czyścić mu buty za pomocą szczotek, past, kremów i szmatek. Na początku usuwa kurz i błoto, następnie szczotkuje buty pastą i na końcu doprowadza je do połysku wełnianą szmatką.
Zawód wykonywany typowo przez mężczyzn lub (w dawniejszych czasach) przez chłopców. W stereotypowym wyobrażeniu, strój pucybuta składa się z fartucha, koszuli z muszką i rękawic, jednak nie wszyscy pucybuci tak się ubierają.

## Synonim przedsiębiorczości
Zawód pucybuta stał się synonimem początku drogi w przedsiębiorczości (biznesie), co znalazło wyraz w popularnym sloganie Od pucybuta do milionera. Opiera się to na fakcie, że rozpoczęcie działalności w tym własnym, jednoosobowym przedsiębiorstwie, nie wymaga dużego wkładu kapitału, przynosi skromny dochód, wymaga ciężkiej pracy, która nie cieszy się szacunkiem innych.